# Visibaba kraljice Olge
Visibaba kraljice Olge (lat. Galanthus reginae-olgae), jedna od dviju vrsta visibaba koje rastu u Hrvatskoj. Ova vrsta raste tek u Grčkoj, otoku Siciliji, i na jugu Hrvatske, na obroncima Snježnice u Konavlima i u Kuparima kod Dubrovnika.
Ime je dobila u čast grčke kraljice Olge (1851–1926), bake britanskog princa Filipa.